# Jean-Baptiste Réveillon
Jean-Baptiste Réveillon (Paris, 11 de outubro de 1725 — Paris, 18 de setembro de 1811), foi um industrial francês durante o período que antecedeu a Revolução Francesa, e que passou à história como um incentivador da produção de balões e por ter provocado um dos primeiros distúrbios que levaram à Queda da Bastilha.

## Biografia

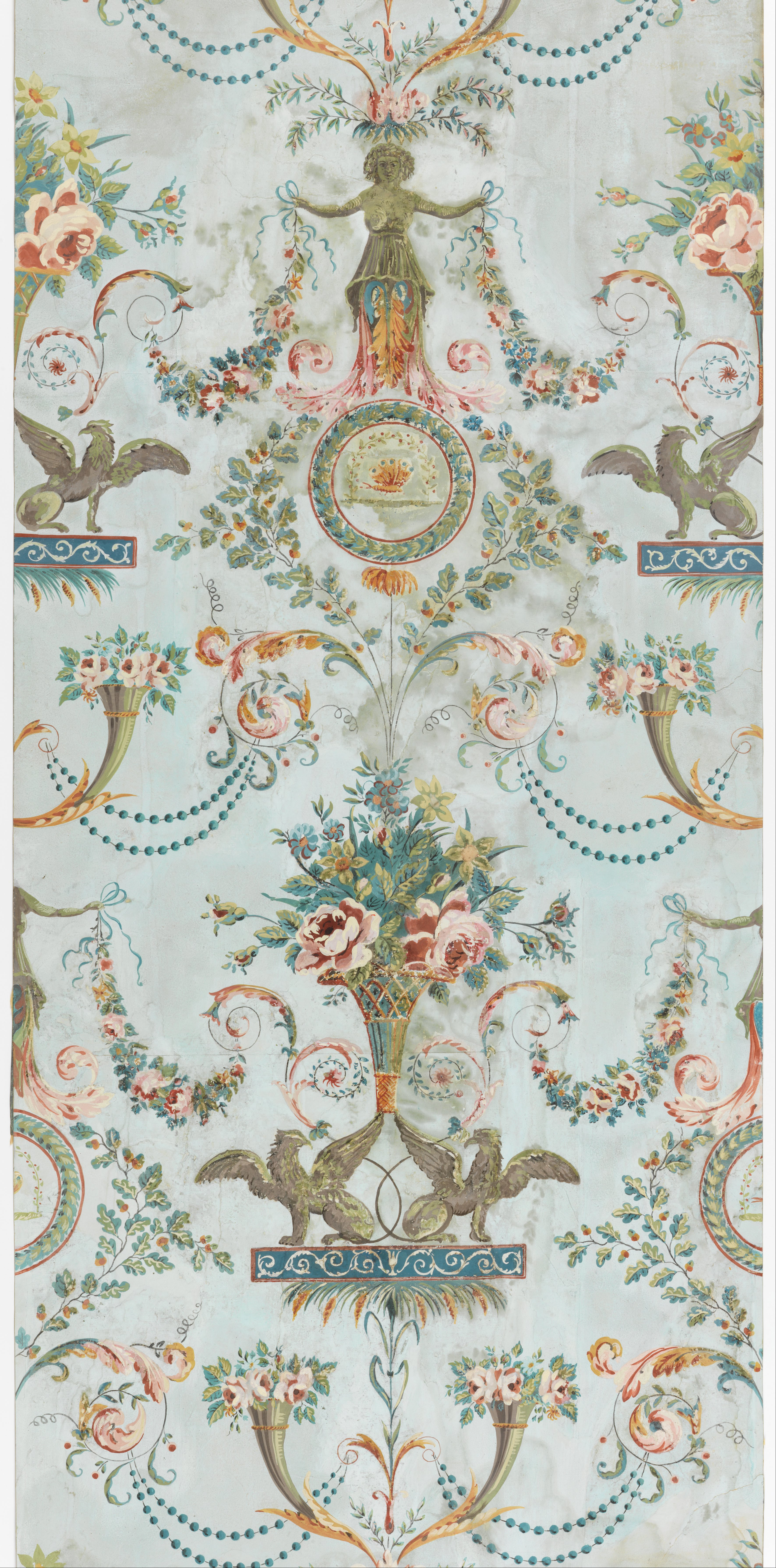
Papel de parede da fábrica de Réveillon

começou a vida como aprendiz no comércio, em armarinho e papelaria; nesta área em 1753 ele passou a importar da Inglaterra papéis de parede, que era uma forma barata e criativa da burguesia ascendente decorar suas casas, sendo moda entre estes.
Com a Guerra dos Sete Anos, impossibilitado de continuar a importação, e com a ajuda artística da esposa, ele passa a produzir seu próprio papel de parede, aveludado e com cores brilhantes, obtendo tal sucesso que em 1759 ele se mudou para o distrito de Faubourg Saint-Antoine, voltado para os profissionais de decoração e mobiliário, lançando então uma variedade grande de papéis que logo atraem também a nobreza.
Assim, em 1765 Réveillon já está tão rico que adquiriu uma mansão com um parque e até um teatro - chamada Folie Titon, que fora de Évrard Titon du Tillet e construído em 1663 por Maximilien Titon, diretor das fábricas de armas real: ali nesta suntuosa construção mantém no térreo sua fábrica, enquanto no primeiro andar estabelece sua residência.
Em 1775 ele amplia seu negócio, com uma fábrica capaz de ampliar sua produção e melhorar a qualidade do papel; no ano seguinte inaugurou uma loja próximo às Tulherias e seu papel azul ganhou projeção quando a própria rainha Maria Antonieta decorou com ele seus aposentos.
Em 1782 já possuía um desenvolvimento químico próprio para descobrir novo processo de fabricação e, dois anos depois, obteve o título de "Fábrica Real de Papéis de Parede" e Jean-Baptiste se torna um dos maiores financiadores dos projetos de aeróstatos dos Irmãos Montgolfier, de quem se torna amigo: com seu papel é montado nos jardins de La Folie o primeiro balão de ar quente tripulado, e que recebeu o nome em sua homenagem - Le Reveillon; um voo em cativeiro foi ali realizado por seu assistente Giroud de Villette, e pelo físico Pilâtre de Rozier, no dia 19 de outubro de 1783.
Durante as revoltas que procuravam lhe atacar, entre 26 e 28 de abril de 1789, ele ironicamente se refugiou justamente na Bastilha e de lá solicitou, em 1º de maio, ao rei ajuda para se livrar; obteve uma lettre de cachet, instrumento legal que simbolizava a arbitrariedade real.
Com a eclosão da Revolução ele se refugia, com a fortuna intacta, na Inglaterra; após o final desta ele alugou sua fábrica para a empresa Jacquemart & Bénard que ali produziu papéis de parede até 1840.